# Burgenländisches Landesarchiv
Das Landesarchiv Burgenland ist das öffentliche Archiv des Burgenlands. Es bewahrt das Schriftgut der Burgenländischen Landesregierung sowie Dokumente, Urkunden, Akten, Karten, Pläne, Mikrofilme, Grafiken und Fotos zur Geschichte des Burgenlandes auf. Das Archiv hat seinen Haupthaus in Mattersburg sowie einen Standort im Landhaus in Eisenstadt.

## Geschichte
Das Gebiet des heutigen Burgenlands kam 1921 zu Österreich. Davor gehörte es zu Ungarn. Die für das heutige Burgenland relevanten Archive befand sich aufgeteilt in den ungarischen Orten Moson, Sopron und Szombathely für das Komitat Vas. Da sich diese Orte nach der Vereinigung mit Österreich in Ungarn befanden ergab sich 1921 die Notwendigkeit ein neues Archiv aufzubauen. 1922 wurde Paul Eitler zum Landesbibliothekar ernannt und mit den Aufgaben eines Landesarchivars betraut. Allerdings dauerte es bis 1938, bis formell ein Landesarchiv gegründet wurde. Am 15. Oktober 1938 wurde das Burgenland aufgelöst und auf die Reichsgaue Niederdonau und Steiermark aufgeteilt. Für das Archivwesen wurden dadurch das Reichsgauarchiv Niederdonau in Wien und das Reichsgauarchiv in Graz zuständig. Als Niederlassung des Reichsgauarchives Niederdonau wurde in Eisenstadt das Filialarchiv Eisenstadt gegründet, das unter der Oberaufsicht des Reichsgauarchivs das Archivwesen für die ehemaligen Bezirke Neusiedl am See, Eisenstadt, Mattersburg und Oberpullendorf betreute.
Von 1938 bis 1994 befand sich das Landesarchiv im Leinnerhaus. Das Landesarchiv befindet sich heute in einem 1970 fertiggestellten Zubau zum Landhaus in Eisenstadt und gehört zum Hauptreferat „Landesarchiv und Landesbibliothek“ innerhalb der Abteilung 7 („Kultur, Wissenschaft und Archiv“) der Burgenländischen Landesregierung.

## Bestände des Landesarchivs Burgenland

### Familien- und Herrschaftsarchive
Sie umfassen einen kleineren Teil der Familien- und Herrschaftsarchive des Adels aus den Herrschaftsvororten und den Residenzorten des burgenländisch-westungarischen Raums aus mehreren Jahrhunderten. Der überwiegende Teil der Familien- und Herrschaftsarchive befindet sich nach wie vor bei den Eignern der Archive (Adelsfamilien). Im Detail handelt es sich bei den Beständen des Landesarchivs um das Batthyány-Familienarchiv Pinkafeld, das Batthyány-Familienarchiv Schlaining, das Batthyány-Familienarchiv Kittsee, das Niczky’sche Familienarchiv und das Archiv der Stiftsherrschaft Klostermarienberg.

### Stadt- und Gemeindearchive
Die Stadt- und Gemeindearchive enthalten mit wenigen Ausnahmen die historisch wertvollen Urkunden- und Aktenbestände der burgenländischen Gemeinden. Die Bestände wurden in die Gemeindearchivalien Nord, Mitte und Süd zusammengefasst.

### Thematisch geordnete Sammlungen
Die Urkundensammlung besteht teils aus Originalen, teils aus fotografischen Reproduktionen. Viele Originalurkunden aus dem burgenländischen Raum befinden sich im ungarischen Staatsarchiv Budapest. Die älteste Original-Urkunde stammt aus dem Jahr 1476. Die jüngsten Dokumente sind aus dem 20. Jahrhundert. Die Urkundensammlung umfasst Privilegien, Verleihungen, Mandate und Schriftstücke privaten Inhalt wie zum Beispiel Geburtsbriefe und Heiratskontrakte.
Weiterer Bestandteil der thematisch geordneten Sammlungen sind die Urbare und Bergbücher. Urbare sind Abgabenverzeichnisse einzelner Höfe oder ganzer Gemeinden an die Grundherrschaften als Instrumente der herrschaftlichen Verwaltung bis ins Jahr 1848 in dem die Grundherrschaften aufgelöst wurden. Die Urbare vereinigten gewissermaßen Grundbuch und Steuerverzeichnis. Im Inventar der Urbare befindet sich beispielsweise das Dokument „Abschaffung von Missbräuchen bezüglich der Leistungen der Untertanen durch Maria Theresia“ aus dem Jahr 1768. Bergbücher sind die Abgabenverzeichnisse von Weingartenparzellen. Die Bezeichnung Bergbuch kommt daher, dass in früheren Jahrhunderten Weingärten nur in Hanglagen, also auf Weinbergen, bestanden. Das Burgenländische Landesarchiv besitzt nur einzelne Urbare und Bergbücher des heutigen Burgenlands, der Rest befindet sich nach wie vor in den Archiven der früheren Herrschaften. 
Die Handschriftensammlung ist eine Sammlung von Archivalien, die sich bislang in keine der anderen Sammlungen einordnen ließen. Es sind Musikalia, Theaterstücke, Edikte, Verordnungen, Rundschreiben und verschiedene private Schriftstücke. In der Handschriftensammlung ist beispielsweise die Pastorell-Aria des Komponisten Michael Haydn enthalten.
Die Sammlung der Zunftarchivalien besteht aus den zwei Teilen „Zunftarchiv des Burgenlandes“ und „Zunftarchiv der Freistadt Eisenstadt“. Das Burgenländische Zunftarchiv enthält nur Einzelstücke und ist daher keine geschlossene Sammlung. Das Zunftarchiv der Freistadt Eisenstadt umfasst verschiedene Archivalien der „königlichen Freistadt“ Eisenstadt. Archive des „fürstlichen Bereichs“ Eisenstadt sind nicht enthalten.
Ungedruckte Manuskripte und Stoffsammlungen aus den Thematisch geordneten Sammlungen sind Manuskripte, Texte und Übersetzungen von Vorträgen aus der Zeit des neuen Bundeslands Burgenland (ab 1921) sowie des Burgenlands der Zwischenkriegszeit und in der NS-Zeit und enthält zum Beispiel das Dokument „Bericht über die Güssinger Fehde in ‚Continuatio Vindobonensis’ von Otto Aull“ sowie „Die Großfamilie der Wutzelhofer von Herbert Wutzelhofer“.
In der Karten- und Plansammlung des Landesarchivs befinden sich rund 45.000 Landkarten und Pläne. Es sind dies ebenso gedruckte wie handgezeichnete Einzelkarten und -pläne mit dem Schwerpunkt Burgenland und dessen Teilgebiete. Die Landkarten der Landkartensammlung sind im Maßstab 1:50.000 bis 1:200.000. Die Plansammlung ist in die Kategorien Katastralvermessung, Kommassierungspläne, Baualterpläne, Siedlungsformenpläne, Grundbuchspläne, Stadtpläne und weitere unterteilt.
Die Graphische Sammlung enthält rund 300 Bilder vom 16. bis zum 19. Jahrhundert mit den Themen Ansichten, Trachten bis hin zu Szenen aus dem Volksleben reichen. Es sind verschiedene Techniken wie Kupferstiche, Stahlstiche, Lithographien, Aquarelle und Zeichnungen vertreten. Außerdem gehört die Fotosammlung zu den thematisch geordneten Sammlungen.

### Jüdisches Zentralarchiv des Landes Burgenland
Im jüdischen Zentralarchiv befindet sich Schriftgut der ehemaligen jüdischen Gemeinden Deutschkreutz, Eisenstadt, Frauenkirchen, Gattendorf, Güssing, Kittsee, Kobersdorf, Lackenbach, Mattersburg (Mattersdorf), Rechnitz und Stadtschlaining. Archiviert sind hauptsächlich Dokumente über Steuer- und Vermögensangelegenheiten und Kultusmodalitäten.

### Nachlässe und Einzelarchive
Die Nachlässe des Archivs sind private Sammlungen. Die Einzelarchive umfassen beispielsweise Firmenarchive und Schularchive. Das größte Einzelarchiv ist das Werksarchiv der „Bergbau AG“ aus Schlaining.

### Landesregierungsarchiv und Landtagsarchiv
Aktenbestände der Abteilungen des Amtes der Burgenländischen Landesregierung beziehungsweise des burgenländischen Landtags seit 1921 mit Ausnahme des Schriftguts aus der NS-Zeit, in der das heutige Burgenland auf die Reichsgaue Niederdonau und Steiermark aufgeteilt war und das daher im niederösterreichischen und steiermärkischen Landesarchiv aufbewahrt ist. Die Einsicht in diese Akten ist durch eine 50-jährige Archivsperre für zeitgeschichtliche Bestände beschränkt.

### Weitere Bestände
- Mikrofilmsammlung

## Publikationen des Landesarchivs Burgenland
Das Landesarchiv gibt folgende 
- Burgenländische Heimatblätter, vierteljährlich erscheinende Publikation zur Heimatkunde des Burgenlandes (online auf ZOBODAT.at[8]).
- Burgenländische Forschungen, seit 1947
- Allgemeine Landestopographie
- Allgemeine Landesbibliographie des Burgenlandes
- Urkundenbuch des Burgenlandes, seit 1955